# Narin tartomány
Narin tartomány (kirgizül: Нарын областы) Kirgizisztán legnagyobb tartománya (oblast). Fővárosa Narin. A tartomány 1939. november 21-én alakult meg Tien-San tartomány néven. 1962. december 20-án a tartományt megszüntették, de 1970. december 11-én újjáalakult. 1988. október 5-én egyesítették Iszik-köl tartománnyal, végül 1990. december 14-én nyerte el végleges területét és mai nevét.
A tartomány legfontosabb útvonala a kínai határon található Torugart-hágótól fut északi irányba, az Iszik-köl partján fekvő Balikcsibe. A tartományban található még a Szong-köl hegyi tó, valamint a Tas Rabat karavánpihenő-hely.

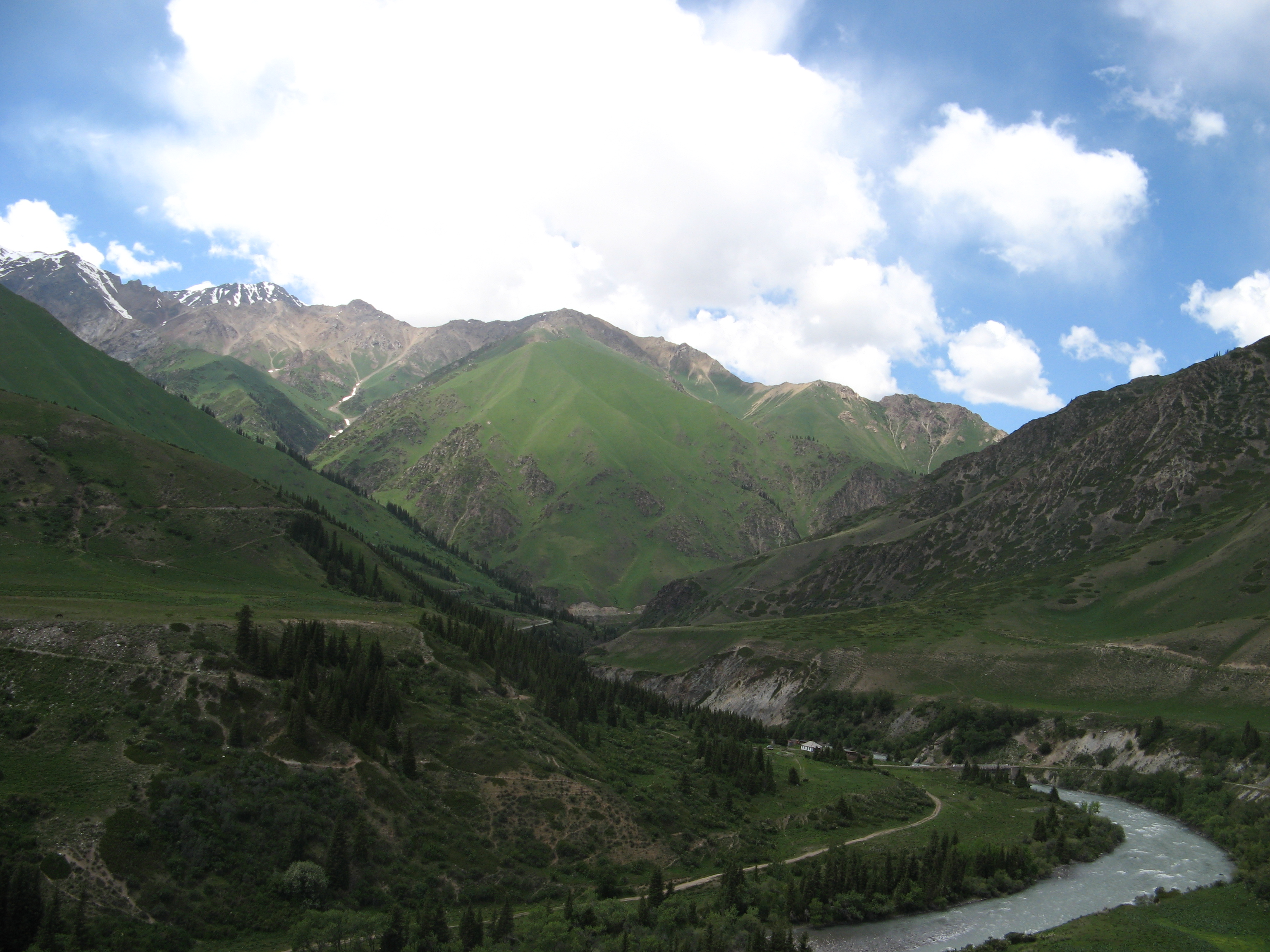
Narini táj

Narin tartományban 99%-ban kirgizek élnek. Legfontosabb gazdasági tevékenységük az állattenyésztés (juh, ló, jak), főbb termékeik a gyapjú és a hús. A különböző ásványi kincsek bányászata, amely virágzott a Szovjetunió idején, gyakorlatilag abbamaradt, gazdaságtalanná vált. A tartomány napjainkban az ország legszegényebb régiója, egyszersmind a legtipikusabb kirgiz tartomány. Hegyei, hegységei csodálatosan szépek, magashegyi legelőin és a Szong-köl tó mellett hatalmas birkanyájak és ménesek legelnek a nyári hónapokban; a helyi juhászok és csikósok előszeretettel állítják itt fel jurtáikat.

## Gazdaság, társadalom
- Népesség: 271,000 (2009. január 1-i felmérés) ebből 17,4% - városlakó, 82,6% - falusi lakos[2]
- Munkavállalók száma: 89,300 (2008)[3]
- Regisztrált munkanélküliek száma: 6,922 (2008)[4]
- Export: 0,9 millió US dollár (2008)[5]
- Import: 4,0 millió US dollár (2008)[5]
- Közvetlen külföldi befektetés: 1,1 millió US dollár (2008-ban)[6]

## Narin körzetei

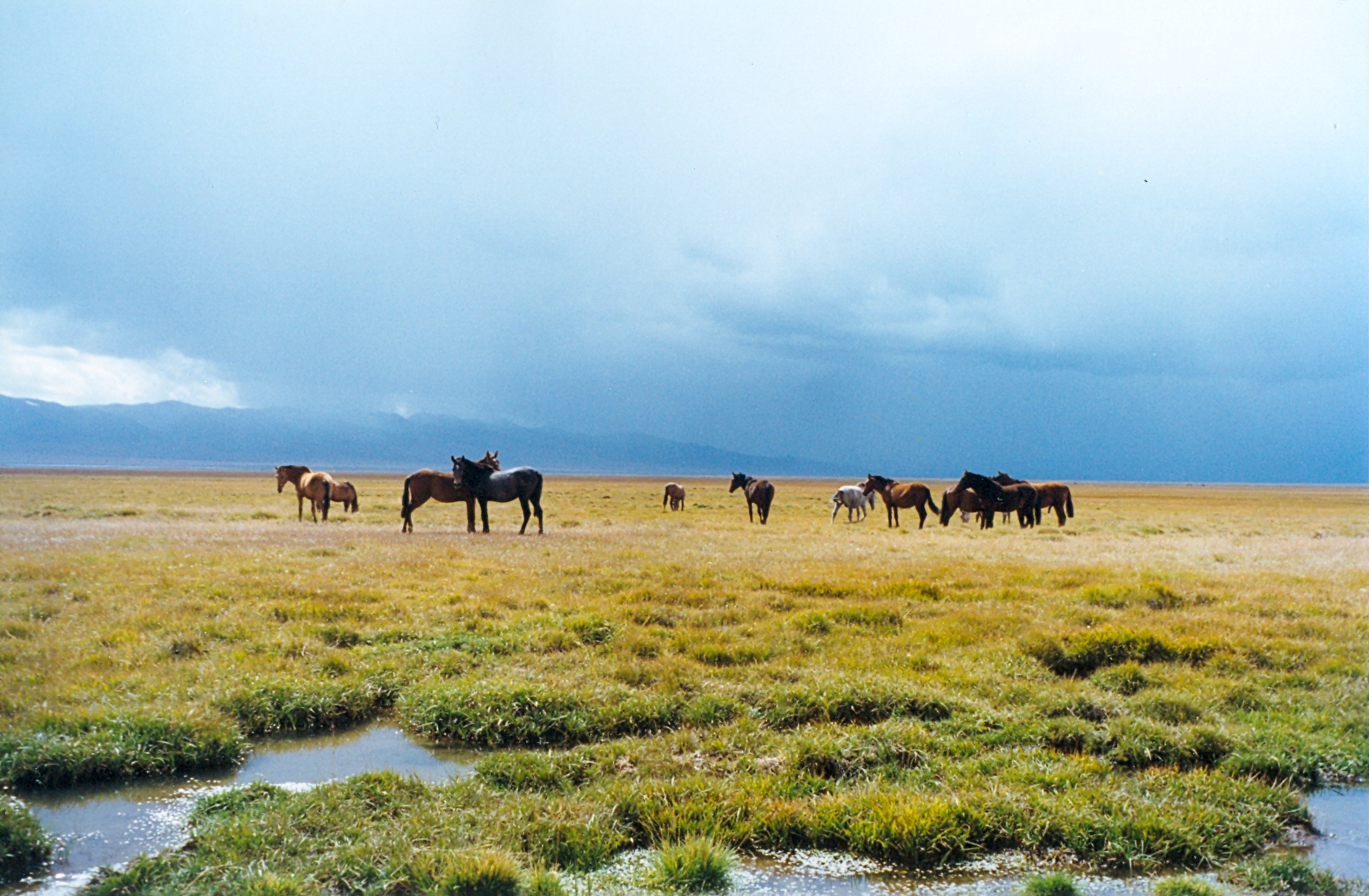
Legelő lovak a Szong-köl mellett

Közigazgatásilag Narin tartományt öt körzetre osztották:
| Körzet          | Főváros |
| --------------- | ------- |
| Ak-Talaa körzet | Baetov  |
| At-Basi körzet  | At-Basi |
| Dzsumgal körzet | Csaek   |
| Kocskor körzet  | Kocskor |
| Narin körzet    | Narin   |